# Batalha de Marinka (2022–2023)
A batalha de Marinka foi uma batalha que ocorreu na cidade de Marinka entre as Forças Armadas da Rússia e os separatistas da República Popular de Donetsk (DPR) contra as Forças Armadas da Ucrânia. O bombardeio da cidade se intensificou entre 17 e 24 de fevereiro de 2022, quando a Rússia reconheceu o DPR como independente, e os combates começaram na cidade em 17 de março. Em novembro de 2022, grande parte da cidade foi destruída, sem muitos civis e com poucos edifícios de pé devido aos combates e bombardeios.
Fontes pró-russas e pró-ucranianas relataram que Marinka havia sido totalmente capturada pelas tropas russas em 1 de dezembro de 2023, mas isso não era verificável na época. Em 5 de dezembro, o Ministério da Defesa britânico avaliou que as forças russas controlavam a maior parte da cidade, com as tropas ucranianas ainda controlando "bolsões de território na extremidade oeste da cidade". Em 25 de dezembro, imagens mostravam a Rússia no controle total de Marinka, algo que foi confirmado pelo alto-comando das forças armadas ucranianas. A luta por Marinka durou quase dois anos, embora combates estivessem acontecendo na região desde 2014. A cidade terminou completamente em ruínas.